# لويس بيريز (لاعب كرة قدم إسباني)
لويس بيريز (بالإسبانية: Luis Pérez Maqueda)‏ هو لاعب كرة قدم إسباني في مركز نصف الجناح، ولد في 4 فبراير 1995 في أوتررا في إسبانيا. لعب مع ريال بلد الوليد ونادي إلتشي ونادي تينيريفي.

## وصلات خارجية
- لويس بيريز (لاعب كرة قدم إسباني) على موقع قاعدة بيانات كرة القدم.إي يو (الإنجليزية)
- لويس بيريز (لاعب كرة قدم إسباني) على موقع Soccerway.com (الإنجليزية)
- لويس بيريز (لاعب كرة قدم إسباني) على موقع AS.com (الإسبانية)